# Ting (folkeforsamling)
 For alternative betydninger, se Ting. (Se også artikler, som begynder med Ting)
Ting (oldnordisk: þing) var i vikingetid og middelalder en folkeforsamling, hvor folket udøvede dømmende og lovgivende magt - det er bl.a. beskrevet hos Meyer, 1949 Danske bylag, men empirien er selvfølgelig så om så. På tinget kunne enhver bonde fremsige en klage, og dommen blev afsagt efter en dybtgående diskussion. Nægtede nogen at efterkomme tingets dom kunne de risikere fredløshed.
Dommene bestod hovedsageligt i bøder, fredløshed og halshugning.
Ordet lever videre i politiske forsamlinger som folketing eller landsting.

## Artikler
Rise Hansen, C. (1950-1952), "(Anmeldelse) Poul Meyer: Danske bylag.", Jyske Samlinger